# Strukturna bioinformatika
Strukturna bioinformatika je grana bioinformatike koja je srodna sa analizom i predviđanjem trodimenzionalne strukture bioloških makromolekula poput proteina, RNK, i DNK. Ona se bavi generalizacijama makromolekulske 3D strukture kao što su poređenja sveukupnih savijanja i lokalnih motivima, principima molekulskog savijanja, evolucija i interakcije vezivanja, i relacije strukture/funkcije. Ona koristi eksperimentalno rešene strukture i računarske modele. Termin strukturna ima isto značenje kao i kod strukturne biologije. Strukturna bioinformatika se smatra delom računarske strukturne biologije.

## Literatura
- Bourne, P.E., and Gu, J. (2009) Structural Bioinformatics (2nd edition), John Wiley & Sons, New York.  978-0-470-18105-8.
- Bourne, P.E., and Weissig, H. (2003) Structural Bioinformatics, Wiley  0-471-20199-5
- Leach, Andrew (2001) Molecular Modelling: Principles and Applications (2nd edition), Prentice Hall.  978-0-582-38210-7.
- Leontis NB, Westhof E (2001). „Geometric nomenclature and classification of RNA base pairs”. RNA. 7 (4): 499—512. PMC 1370104 . PMID 11345429. doi:10.1017/S1355838201002515.
- Jane S. Richardson (1981). „The anatomy and taxonomy of protein structure”. Adv Protein Chem. Advances in Protein Chemistry. 34: 167—339. ISBN 978-0-12-034234-1. PMID 7020376. doi:10.1016/S0065-3233(08)60520-3. Архивирано из оригинала 10. 02. 2019. г. Приступљено 12. 06. 2012.
- Gopalasamudram Narayana Iyer Ramachandran; Sasisekharan V. (1968). „Conformation of polypeptides and proteins”. Adv Protein Chem. Advances in Protein Chemistry. 23: 283—438. ISBN 978-0-12-034223-5. PMID 4882249. doi:10.1016/S0065-3233(08)60402-7.
- Ramachandran GN, Ramakrishnan C, Sasisekharan V (1963). „Stereochemistry of polypeptide chain configurations”. J Mol Biol. 7: 95—9. PMID 13990617. doi:10.1016/S0022-2836(63)80023-6.

## Spoljašnje veze
- MMDB
- PDB